# Héctor Bracamonte
Héctor Andrés Bracamonte (Río Cuarto, 16 febbraio 1978) è un allenatore di calcio ed ex calciatore argentino, di ruolo attaccante.

## Carriera

### Club

#### Gli inizi al Boca Juniors, il passaggio in Spagna e il ritorno in Argentina
Ha iniziato a giocare nel Boca Juniors e, dopo aver militato nelle giovanili, entra a far parte della prima squadra nel 1998. Dopo una presenza viene prestato al Los Andes e successivamente viene girato in prestito in Spagna, militando tra le file del Badajoz. Nella stagione 2002-2003, tornato in Argentina, disputa in campionato 32 partite con 16 gol.

#### In Russia
Viene successivamente ceduto in Russia al FK Mosca, segnando al primo anno 17 gol in 39 presenze. Rimane nella capitale per cinque stagioni, fino al 2009, anno del fallimento e della scomparsa del club, collezionando 145 presenze in tutto e divenendo il calciatore con più presenze di sempre in campionato con la squadra bianco-rossa. Si trasferisce al Terek Groznyj, ma segna poco nei due anni in cui vi rimane, appena 4 gol. Durante la sua permanenza in Cecenia quando giocava per il Terek Grozny, Bracamonte ha vissuto con la sua famiglia a Kislovodsk, a 600 km dalla capitale cecena, perché ritenuta ancora zona altamente pericolosa.
Nella società e squadra cecena, oltre a svolgere il ruolo di giocatore, ha svolto quello di consulente tecnico accanto all'allenatore Isa Baitiev, per volere del presidente della squadra nonché della Repubblica Cecena Ramzan Kadyrov.
Nell'estate 2011 viene ceduto al Rostov, rimane nella squadra giallo-blu per una stagione, in cui ha disputato 24 partite condite da 6 gol.

#### Rosario Central
Il 20 luglio 2012 passa agli argentini del Rosario Central, dopo essersi svincolato dalla squadra russa, potendo così tornare in Argentina dopo vari anni trascorsi in Russia.